# May'n
May'n（メイン，1989年10月21日—），本名中林芽依，是名古屋出身的日本女歌手。在2003年由Horipro举办的第28回新人选拔赛中，在34911名候选者中脱颖而出晋级四强，在之后和公司成功签约，并以本名发行过数张唱片。2008年1月宣布採用現今藝名，並在电视动画超时空要塞 Frontier中，担任片中角色银河歌姫雪露·诺姆的歌曲演唱工作。

## 個人情報與轶事
13岁时虚报自己年龄是15参加由Horipro举办的第28回新人选拔赛（当时比赛规定的最低参赛年龄是15岁 参与总人数是34911人），在名古屋的预赛中，评委被她所打动，順利進身澁谷举行的总决赛最後4強，最後雖然沒有得到正式名次，仍舊成功進入Horipro事務所，以此為契機2007年以本名出道。
三歲左右在電視上看到安室奈美惠的表演，被她深深吸引而走上歌手之路，至今仍經常在訪談中提到。
2008年高中畢業後將藝名改為現在的May'n，意義為希望能成為音樂界的主力歌手（main artist），唱出每個人心中的主題曲（main theme）。
家裡有個小她四歲的親妹妹。跟芽依比起來妹妹性格沉穩許多。一家四口都對音樂很感興趣。本名「芽依」是出自吉卜力動畫龍貓中的角色草壁梅（港譯「大卷次子」）。
暱稱為「部長」，歌迷則稱為「部員」。把各種各樣的活動稱為「部活」，例如演唱會叫（音近live）、吃東西叫（在日語是胖子的意思）等等。
很喜歡吃鯛魚燒，自稱鯛魚燒親善大使。
喜歡搜集眼鏡，以及跟河馬有關的各式商品。
除了日本以外在東南亞各國及歐美都頗受歡迎，2014年，2月23日由Horipro授權在中國成立粉絲俱樂部中國分部。
2019年，以May'n名義活動迎來第十年，睽違十年再次推出迷你專輯，不只是「唱出大家心中的主題曲」，他也在訪談中表示希望能「唱出大家和我心中的主題曲」。

## 音乐作品

### 專輯
1. （2009年1月21日 商品番号：VTCL-60090）
  1. May'n☆Space
  2. キスを頂戴
  3. BLUE
  4. Glorious Heart
  5. WHY?
  6. 嫌、嫌
  7. ライオン ―May'n バージョン―
2. （2009年11月25日  商品番号：VTCL-60177） 
  1. ユニバーサル・バニー
  2. pink monsoon　
  3. ギラギラサマー(^ω^)ノ
  4. イゾラド
  5. 会えないとき
  6. 永遠
  7. オベリスク
  8. 天使になっちゃった（universal version)
3. （2009年11月25日 商品番号：VTCL-60190）
  1. Get Ready
  2. キミシニタモウコトナカレ
  3. standing bird
  4. XYZ
  5. Let Me Be Myself
  6. Deep Breathing
  7. Welcome To My FanClub’s Night！-Styles ver.-
  8. h@te me？ h@te you！
  9. パラノイア
  10. M-Revolution
  11. YOUR ROCK
  12. Heart & Soul
4. （2011年2月23日 商品番号：VTCL-60240）
  1. Get Ready
  2. Heart & Soul
  3. Disco☆Galaxxxy 　
  4. ユズレナイ想ヒ
  5. シンジテミル
  6. もしも君が願うのなら
  7. HERO
  8. O-Zero-
  9. Ready Go!
  10. My Lovely Thing 　
  11. モザイカ 　
  12. Swan
  13. 愛は降る星のごとく
  14. Phonic Nation
5. （2012年3月21日 商品番号：VTCL-60300）
  1. Brain Diver
  2. GET TOUGH
  3. Giant Step -May'n ver.-
  4. HEAT of the moment
  5. Scarlet Ballet
  6. 鏡
  7. SPIRIT
  8. DOLCE　
  9. ナンバーワン！
  10. WE ARE 　
  11. 恋　
  12. Jewels
6. NEW WORLD（2014年1月29日 商品番号：普通版/VTCL-60360；+DVD限量版/VTZL-75；+Live CD限量版/VTZL-76）
  1. Lose My Illusions
  2. Chase the world
  3. Mr.Super Future Star
  4. わたしのしるし
  5. 決意の朝
  6. あの日の歌
  7. IN THE AIR
  8. Run Real Run
  9. アオゾラ
  10. ViViD
  11. MOONWALKER
  12. ROCK YOUR BEATS

### 单曲

#### 中林芽依
1. Crazy Crazy Crazy（2005年4月27日）東海地区限定发售单曲
  1. Crazy Crazy Crazy
  2. Not that Girl
  3. Crazy Crazy Crazy(Instrumental)
2. Crazy Crazy Crazy（2005年6月1日 商品番号：UPCI-5012）
  1. Crazy Crazy Crazy
  2. Not that Girl
  3. My Precious
  4. Crazy Crazy Crazy(Instrumental)
3. Sympathy（2005年8月3日 商品番号：UPCI-5018）
  1. Sympathy
  2. Can't Get'em Enough
  3. Papa Don't Preach
  4. Sympathy (instrumental)
4. Fallin' in or Not feat.SEAMO（2006年9月27日 商品番号：UPCI-5039）
  1. Fallin' in or Not feat.SEAMO
  2. Cry a little
  3. baby,maybe
  4. Fallin' in or Not feat.SEAMO(Instrumental)

#### May'n
1. （2008年5月8日 商品番号：VTCL-35025）以雪露・诺姆 starring May'n的名义
  1. （电视动画超时空要塞 Frontier片尾曲（ED））
  2. 射手座☆午後九時Don't be late（电视动画「超时空要塞 Frontier」插曲）
  3. （without Sheryl）
  4. 射手座☆午後九時Don't be late（without Sheryl）
2. （2009年5月6日  商品番号：VTCL-35070） 
  1.  （TV動畫香格里拉OP）
  2. M-Revolution
  3.  (without May'n)
  4. M-Revolution (without May'n)
3. （2009年10月21日  商品番号：VTCL-35088） 
  1. 天使になっちゃった
  2. pink monsoon　w/o sheryl
  3. 天使になっちゃった　w/o sheryl
4. （2010年7月28日  商品番号：VTCL-35093） 
  1.  (動畫「オオカミさんと七人の仲間たち」OP)
  2. アネモネ
  3. Ready Go! (without May'n)
  4. アネモネ (without May'n)
5. （2010年10月13日  商品番号：VTCL-35101） 
  1.  (電影「インシテミル 7日間のデス・ゲーム」主題歌)
  2. My Lovely Thing
  3. シンジテミル (without May'n)
  4. My Lovely Thing (without May'n)
6. Scarlet Ballet（2011年5月11日  商品番号：初回限定盤/VTCL-35105 通常盤/VTCL-35106） 
  1. Scarlet Ballet（動畫「緋彈的亞莉亞」OP）
  2. Smile:D
  3. Scarlet Ballet(without May'n)
  4. Smile:D(without May'n)
7. Brain Diver （2011年11月2日  商品番号：初回限定盤/VTCL-35116 通常盤/VTCL-35117） 
  1. Brain Diver（動畫「ファイ・ブレイン ～神のパズル」OP)
  2. このままで…
  3. Brain Diver(without May'n)
  4. このままで…(without May'n)
  5. May'n☆Space -Phonic Nation Live Ver.-
8. Chase the world （2012年5月9日  商品番号：VTZL-45）
  1. Chase the world（動畫「加速世界」OP1）
  2. 光
  3. Chase the world (without May'n)
  4. 光 (without May'n)
9. Run Real Run （2013年5月8日  商品番号：VTCL-35150）
  1. Run Real Run（動畫「リアル鬼ごっこ THE ORIGIN」OP）
  2. アウトサイダー
  3. Run Real Run（without May'n）
  4. アウトサイダー（without May'n）
10. ViViD （2013年7月24日  商品番号：VTCL-35155）
  1. ViViD（動畫「BLOOD LAD血意少年」OP）
  2. ワイルドローズ
  3. ViViD（without May'n）
  4. ワイルドローズ（without May'n）
11. 今日に恋色（2014年1月29日  商品番號：VTCL-35170）
  1. 今日に恋色（動畫「狐仙的戀愛入門」OP）
  2. Soliste〜ソリスト
  3. Dear YES＞＜NO
  4. 今日に恋色（without May'n）
  5. Soliste〜ソリスト（without May'n）
  6. Dear YES＞＜NO（without May'n）
12. Re:REMEMBER（2014年6月18日  商品番號：VTCL-35184）
  1. Re:REMEMBER（動畫「M3～其為黑鋼～」OP）
  2. 誰がために
  3. カタツムリ
  4. Re:REMEMBER（without May'n）
  5. 誰がために（without May'n）
  6. カタツムリ（without May'n）
13. ヤマイダレdarlin'（2015年7月22日  商品番號：VTCL-35212）
  1. ヤマイダレdarlin'（動畫「創聖機械天使 LOGOS」OP）
  2. 告白
  3. Lethe – May'n ver.-
14. 夜明けのロゴス（2015年12月16日  商品番號：VTCL-35214）
  1. 夜明けのロゴス（動畫「創聖機械天使 LOGOS」OP）
  2. 本当の声をあなたに預けたくて（動畫「創聖機械天使 LOGOS」ED）
  3. ゼロ分のゼロ（線上遊戲「末世之蝕」主題曲）
  4. コイトゲ

### 配信限定曲

#### 中林芽依
1. Happy（2005年12月11日）
2. 雨に咲く花 (2005年8月3日)

#### May'n
1. my teens,my tears (2009年10月21日)
2. Grand Piano (2009年11月25日)
3. 愛は降る星のごとく (TV-Size) (動畫「最強武將傳〜三國演義」ED) (2010年5月12日)
4. Chase the world (TV-Size)（動畫「加速世界」OP） (2012年4月21日)
5. アオゾラ (動畫「BTOOOM！」ED) (2012年10月11日)
6. Mr.Super Future Star (2012年11月22日)

### 商業搭配
| 樂曲                | 商業搭配                                                            | 時期   |
| ------------------- | ------------------------------------------------------------------- | ------ |
|                     | 電視動畫《香格里拉》OP                                              | 2009年 |
| Ready Go!           | 電視動畫《野狼大神與七位夥伴》OP                                    | 2010年 |
|                     | 電影《》主題曲                                                      | 2010年 |
| Scarlet Ballet      | 電視動畫《緋彈的亞莉亞》OP                                          | 2011年 |
| Brain Diver         | 電視動畫《天才黃金腦～神之謎》OP                                    | 2011年 |
| Chase the world     | 電視動畫《加速世界》OP1                                             | 2012年 |
| Run Real Run        | 電視劇《奪命捉迷藏 THE ORIGIN》主題曲                               | 2013年 |
| ViViD               | 電視動畫《BLOOD LAD 血意少年》OP                                    | 2013年 |
|                     | 電視動畫《狐仙的戀愛入門》OP                                        | 2014年 |
| Re:REMEMBER         | 電視動畫《M3～其為黑鋼～》OP                                        | 2014年 |
|                     | 電視動畫《創聖機械天使 LOGOS》OP                                    | 2015年 |
|                     | 電視動畫《創聖機械天使 LOGOS》OP2                                   | 2015年 |
| One In A Billion    | 電視動畫《異世界食堂》OP                                            | 2015年 |
| Belief              | 電視動畫《TABOO TATTOO－禁忌咒紋－》OP                              | 2016年 |
| Stay Alive          | 電視動畫《TABOO TATTOO－禁忌咒紋－》插入曲                          | 2016年 |
|                     | 電視動畫《終末的伊澤塔》ED                                          | 2016年 |
|                     | 電影《我的少女時代》主題曲（日本版翻唱）                            | 2016年 |
| 愛戀 心痛 堅強      | 電動遊戲《快打旋風》30週年 日本版主題曲（翻唱）                     | 2017年 |
| You                 | 電視動畫《魔法使的新娘》OP2                                         | 2017年 |
|                     | 電視動畫《紅蓮之王》OP                                              | 2018年 |
| HOME                | 電視動畫《暮光幻影》ED                                              | 2018年 |
| Starring            | 電腦遊戲『恒星少女- Do The Scientists Dream of Girls' Asterism?』OP | 2018年 |
|                     | 電視動畫《胡蝶綺 ～少年信長～》ED                                   | 2019年 |
| graphite/diamond    | 電視動畫《碧藍航線》OP                                              | 2019年 |
|                     | 電視動畫《橘色榮耀！》ED                                            | 2021年 |
|                     | 電視動畫《四季櫻》ED                                                | 2021年 |
| FLOWERY MY WAY      | 『純潔の魔法少女‐UNTITLED MAGICAL GIRL‐』「花の魔法少女篇」主題曲   | 2021年 |
| Follow Your Fantasy | Cygames合作動畫影片                                                 | 2021年 |
|                     | 愛知電視台節目「10chan BASEBALL」主題曲                             | 2022年 |
|                     | 電視動畫《頂點!!!》ED                                               | 2022年 |
| Pray                | 手機遊戲《終末陣線：伊諾貝塔》主題曲                                | 2022年 |
|                     | でん六電視廣告曲                                                    | 2023年 |
| LIES GOES ON        | 電視動畫《謊言遊戲》OP                                              | 2023年 |
|                     | 手機遊戲《三國志幻想大陸》『戰国×三國』戰國編主題曲                 | 2023年 |

## 演唱會
- 超時空要塞F 超時空Super Live
  - 2008年7月27日/東京都・Zepp TOKYO (兩場)
  - 2008年8月6日/大阪市・なんばHatch
- 超時空要塞F Galaxy Tour—FINAL
  - 2008年10月13日/橫濱市・Pacifico Yokohama
  - 2008年10月22日/大阪市・大阪厚生年金會館
  - 2008年11月5日/東京都・日本武道館
- May'n CONCERT TOUR 2009 "May'n Act"
  - 2009年1月22日/大阪市・BIG CAT
  - 2009年1月23日/名古屋市・Bottom Line
  - 2009年1月28日・1月29日/東京都・赤坂BLITZ
- May'n SUMMER TOUR 2009 "LOVE&JOY"
  -  2009年7月26日/福岡縣・Zepp Fukuoka
  - 2009年7月31日/仙台市・Zepp Sendai
  - 2009年8月2日/札幌縣・Zepp Sapporo
  - 2009年8月7日/大阪市・Zepp Osaka
  -  2009年8月8日/名古屋市・Zepp Nagoya
  - 2009年8月12日・8月13日/東京都・Zepp Tokyo
- 福山芳樹＆May'n Concert IN 廣州
  - 2009年12月13日/中國廣州・蓓蕾劇院
- May'n Special Concert 2010 at 日本武道館『BIG★WAAAAAVE!!』
  -  2010年1月24日/東京都・日本武道館
- May'n BIG★WAAAAAVE!! ASIA TOUR 2010
  - 2010年3月7日/馬來西亞・KL Live 1st Floor
  - 2010年3月19日/香港・九龍灣國際貿易中心
  - 2010年3月21日/台灣・Legacy Taipei
- Animelo Summer Live 2010 -evolution-
  - 2010年8月29日/琦玉縣・Saitama Super Arena
  - 2010年11月14日/AFAX Singapore演唱會・Suntec Convention
- May'n Special Concert 2011「RHYTHM TANK!!」at 日本武道館
  -  2011年3月6日/東京都・日本武道館
- May'n UNITE!! ASIA TOUR 2011
  - 2011年5月13日/上海・上海商城劇場
  - 2011年5月15日/中國廣州・蓓蕾劇院
  - 2011年5月21日/首爾・V-HALL
  - 2011年5月27日/台灣・新北市板橋區體育館
  - 2011年5月29日/香港・九龍灣國際展貿中心
  - 2011年6月4日/新加坡・*SCAPE
- JAPAN EXPOSITION 2011 at PARIS NORD VILLEPINTE
  - 2011年7月3日/巴黎・*J.E. Live House
- [2011年][11月13日]/AFA Singapore演唱會・Suntec Convention
- 2016年8月14日參加台灣漫博演出[7]
- May'n ASIA TOUR 2017 「OVER∞EASY」in Taipei 
  - 2017年3月11日、3月12日・台北Legacy[8]

## 演唱會DVD/BD
- May'n☆Act

（2009年3月25日 商品番號：DVD/VTBL-3）
- May'n BIG★WAAAAAVE!!in 日本武道館

（2010年5月26日 商品番號：DVD/VTBL-9～10 BD/VTXL-1）
- May'n THE MOVIE -Phonic Nation-

（2011年9月21日 商品番號：DVD/VTBL-16 BD/VTXL-6 ）
- May'n「RHYTHM TANK!!」at日本武道館

（2011年11月2日 商品番號：DVD/VTXL-17～18 BD/VTXL-7 ）
- May'n「May'n☆GO!AROUND!!」at 横浜アリーナ

（2012年8月8日 商品番號：DVD/VTBL-19～20 BD/VTXL-8 ）
- May'n Special Concert 2013 BD "MIC-A-MANIA" at BUDOKAN

（2013年7月24日 商品番號：待查 ）

## 客串作品
- Ajapai 「unaffected」
  - 2. Believe feat. MAY NAKABAYASHI
- パパパパーンIV (『ZEKUSHII』非賣品CD)
  - パパパパーンの歌
- Animelo Summer Live 2008 -Challenge- 主題歌 Yells〜It's a beautiful life〜 (2008年7月23日)
  - Yells〜It's a beautiful life〜
- 奥井雅美 feat. May'n 『ミラクル・アッパーWL』(2009年8月21日)
  - 1.ミラクル・アッパーWL feat. May'n
- Animelo Summer Live 2009 -RE:BRIDGE- 主題歌 〜Return to oneself〜 (2009年6月24日)
  - RE:BRIDGE〜Return to oneself〜
- 超時空要塞元年紀念單曲『息をしてる 感じている』(2009年10月14日)
  - 1.息をしてる 感じている
- Animelo Summer Live 2010 -evolution- 主題歌 〜for beloved one 〜 (2010年)
  - evolution 〜for beloved one 〜
- 電視動畫「戦国BASARA弐」音楽絵巻 弐 ~乱世、再び!~ (2010年9月1日)
  - 23. ユズレナイ想ヒ [Short Ver.]
- マクロスF〜cosmic cuune (コズミックキューン） (2010年11月24日)
  - 02. サイレントでなんかいられない
  - 03. 星間イヴ（星間飛行 christmas ver.）
  - 05. リーベ～幻の光
  - 06. ふなのり
  - 08. タブレット
- 劇場版マクロスF〜サヨナラノツバサ〜netabare album　the end of "triangle" (2011年3月9日)
  - 01. 禁断のエリクシア
  - 07. Get it on ～光速クライmax
  - 12. 娘々FINAL ATTACK　フロンティア グレイテスト☆ヒッツ！
  - 13. サヨナラノツバサ～ the end of triangle
  - 15. dシュディスタb
  - 17. ダイアモンド クレバス～thank you , Frontier

## 來源
1. ↑  . 中林芽依.   [2022-09-19]. （原始内容存档于2022-09-22） （日语）.
2. ↑  . 日経トレンディネット. 2010-10-07  [2014-07-25]. （原始内容存档于2014-02-19）.
3. ↑  . ホリプロ.   [2014-07-25]. （原始内容存档于2014-02-19）.
4. ↑  . May'nの らじ☆たま. 文化放送. 2011-08-15  [2014-07-25]. （原始内容存档于2016-11-14）.
5. ↑  . MeMeOn   迷迷音. 2019-07-14  [2019-10-13]. （原始内容存档于2019-10-18） （中文（臺灣））.
6. ↑  主唱：Wake Up, May'n（Wake Up, Girls!×May'n）
7. ↑  . MeMeOn Music. 2016-08-16  [2017-02-24]. （原始内容存档于2020-10-31）.
8. ↑  .   [2018-04-01]. （原始内容存档于2020-04-03）.